# Campionati europei di short track - gara maschile 500 metri
La gara maschile 500 metri è una delle prove disputate durante i campionati europei di short track dal 1997 ad oggi.

## Albo d'oro
| Anno | Oro                 | Argento             | Bronzo              |
| ---- | ------------------- | ------------------- | ------------------- |
| 1997 | Mirko Vuillermin    | Fabio Carta         | Nicky Gooch         |
| 1998 | Dave Versteeg       | Fabio Carta         | Michele Antonioli   |
| 1999 | Nicola Franceschina | Arian Nachbar       | Michele Antonioli   |
| 2000 | Fabio Carta         | Dave Versteeg       | Kornel Szanto       |
| 2001 | Maurizio Carnino    | Nicola Rodigari     | Dave Versteeg       |
| 2002 | Nicola Rodigari     | Nicola Franceschina | Fabio Carta         |
| 2003 | Fabio Carta         | Pieter Gysel        | Michele Antonioli   |
| 2004 | Nicola Franceschina | Nicola Rodigari     | Sergei Prankevitch  |
| 2005 | Fabio Carta         | Arian Nachbar       | Mikhail Rajine      |
| 2006 | Nicola Rodigari     | Pieter Gysel        | Sergei Prankevitch  |
| 2007 | Thibaut Fauconnet   | Nicola Rodigari     | Gabor Galambos      |
| 2008 | Jon Eley            | Nicola Rodigari     | Tyson Heung         |
| 2009 | Nicola Rodigari     | Viktor Knoch        | Yuri Confortola     |
| 2010 | Maxime Châtaignier  | Jon Eley            | Nicola Rodigari     |
| 2011 | Jack Whelbourne     | Haralds Silovs      | Sjinkie Knegt       |
| 2012 | Vladimir Grigor'ev  | Jack Whelbourne     | Jon Eley            |
| 2013 | Vladimir Grigor'ev  | Sjinkie Knegt       | Viktor An           |
| 2014 | Viktor An           | Sjinkie Knegt       | Vladimir Grigor'ev  |
| 2015 | Viktor An           | Sjinkie Knegt       | Semën Elistratov    |
| 2016 | Sjinkie Knegt       | Semën Elistratov    | Dmitry Migunov      |
| 2017 | Sjinkie Knegt       | Dylan Hoogerwerf    | Semën Elistratov    |
| 2018 | Sjinkie Knegt       | Viktor An           | Sébastien Lepape    |
| 2019 | Shaoang Liu         | Shaolin Sándor Liu  | Pavel Sitnikov      |
| 2020 | Shaolin Sándor Liu  | Shaoang Liu         | Semën Elistratov    |
| 2021 | Konstantin Ivliev   | Pietro Sighel       | Itzhak de Laat      |
| 2022 | Edizione cancellata | Edizione cancellata | Edizione cancellata |
| 2023 | Pietro Sighel       | Jens van 't Wout    | Reinis Bērziņš      |
| 2024 | Pietro Sighel       | Teun Boer           | Stijn Desmet        |
| 2025 | Jens van't Wout     | Pietro Sighel       | Quentin Fercoq      |

## Medagliere complessivo
Aggiornato al 2025
| Pos.   | Paese       | Oro | Argento | Bronzo | Totale |
| ------ | ----------- | --- | ------- | ------ | ------ |
| 1      | Italia      | 12  | 9       | 6      | 27     |
| 2      | Paesi Bassi | 5   | 7       | 3      | 15     |
| 3      | Russia      | 5   | 2       | 10     | 17     |
| 4      | Ungheria    | 2   | 3       | 2      | 7      |
| 5      | Francia     | 2   | 0       | 2      | 4      |
| 6      | Regno Unito | 2   | 2       | 2      | 6      |
| 7      | Germania    | 0   | 2       | 1      | 3      |
| 7      | Belgio      | 0   | 2       | 1      | 3      |
| 9      | Lettonia    | 0   | 1       | 1      | 2      |
| Totale | Totale      | 28  | 28      | 28     | 84     |